# Loze
Loze település Franciaországban, Tarn-et-Garonne megyében. Lakosainak száma 121 fő (2022. január 1.). Loze Vaylats, Caylus, Lacapelle-Livron, Mouillac, Puylagarde és Saint-Projet községekkel határos.

## Népesség
A település népességének változása:
| Lakosok száma | 131  | 139  | 145  | 144  | 138  | 132  | 126  | 123  | 121  |
|               | 2013 | 2015 | 2016 | 2017 | 2018 | 2019 | 2020 | 2021 | 2022 |